# 踏十里駅
踏十里駅（タプシムニえき）は大韓民国ソウル特別市東大門区踏十里洞にある、ソウル交通公社5号線の駅である。駅番号は542。

## 歴史
- 1995年11月15日 - ソウル特別市都市鉄道公社（当時）5号線の駅として開業。
- 2017年5月31日 - ソウル特別市都市鉄道公社とソウルメトロが統合され、ソウル交通公社の駅となる。

## 駅構造

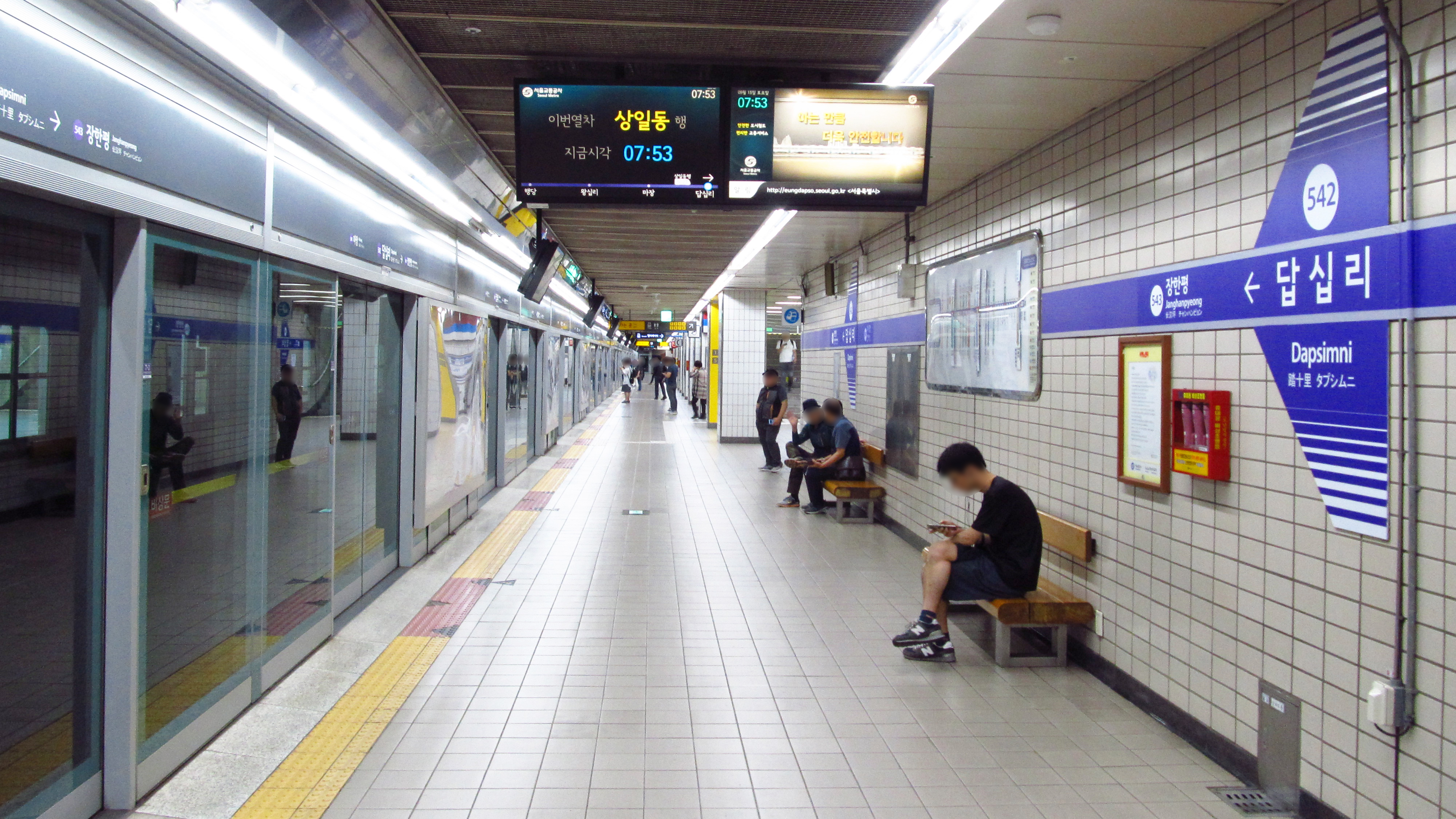
プラットホーム

相対式ホーム2面2線の地下駅。出口は8番まである。

### のりば
案内上ののりば番号は設定されていない。 
| 上り | 5号線 | 往十里・青丘・汝矣島・傍花方面   |
| 下り | 5号線 | 君子・千戸・河南黔丹山・馬川方面 |

## 利用状況
近年の一日平均利用人員推移は下記のとおり。
| 路線  | 路線     | 2000年 | 2001年 | 2002年 | 2003年 | 2004年 | 2005年 | 2006年 | 2007年 | 2008年 | 2009年 | 出典  |
| ----- | -------- | ------ | ------ | ------ | ------ | ------ | ------ | ------ | ------ | ------ | ------ | ----- |
| 5号線 | 乗車人員 | 16,651 | 18,533 | 19,254 | 19,111 | 19,020 | 18,312 | 17,740 | 17,539 | 17,439 | 16,922 | [ 1 ] |
| 5号線 | 降車人員 | 15,823 | 17,416 | 17,765 | 17,890 | 17,593 | 17,120 | 16,627 | 16,347 | 16,235 | 15,729 | [ 1 ] |
| 5号線 | 乗降人員 | 32,474 | 35,949 | 37,020 | 37,001 | 36,613 | 35,432 | 34,367 | 33,886 | 33,674 | 32,651 | [ 1 ] |
| 路線  | 路線     | 2010年 | 2011年 | 2012年 | 2013年 | 2014年 | 2015年 | 2016年 |        |        |        | [ 1 ] |
| 5号線 | 乗車人員 | 17,366 | 17,100 | 16,028 | 16,557 | 16,976 | 17,324 | 16,965 |        |        |        | [ 1 ] |
| 5号線 | 降車人員 | 15,420 | 15,042 | 14,975 | 15,444 | 15,802 | 15,954 | 15,539 |        |        |        | [ 1 ] |
| 5号線 | 乗降人員 | 32,786 | 32,142 | 31,002 | 32,001 | 32,778 | 33,278 | 32,504 |        |        |        | [ 1 ] |

## 駅周辺
- 清渓川
- 新踏駅（ 2号線聖水支線、当駅との乗り換え業務は行っていない）
- 踏十里1洞（朝鮮語版）行政福祉センター
- ソウル東大門警察署踏十里5洞治安センター
- ソウル交通公社本社
- 城東区立龍踏図書館（朝鮮語版）
- ソウル交通公社君子車両事業所（朝鮮語版）
- ソウル新踏初等学校（朝鮮語版）
- ホームプラス東大門店

## 隣の駅
ソウル交通公社
 5号線
馬場駅 (541) - 踏十里駅 (542) - 長漢坪駅 (543)